# Länsväg 256
De Zweedse weg 256 (Zweeds: Länsväg 256) is een provinciale weg in de provincie Västmanlands län in Zweden en is circa 45 kilometer lang.

## Plaatsen langs de weg
- Sala
- Salbohed
- Norberg

## Knooppunten
- Riksväg 70 bij Sala (begin)
- Riksväg 68/Riksväg 69 bij Norberg (einde)